# Tilloy-lès-Mofflaines
Tilloy-lès-Mofflaines é uma comuna francesa na região administrativa de Altos da França, no departamento de Pas-de-Calais. Estende-se por uma área de 7,69 km². Em 2010 a comuna tinha 1 532 habitantes (densidade: 199,2 hab./km²).